# 데이터베이스 마케팅
데이터베이스 마케팅(database marketing)은 접촉하고, 거래할 목적을 위해 고객 데이터베이스 및 기타 데이터베이스(제품, 공급업자, 재판매업자)를 구축하고, 유지하며, 또한 사용하는 과정이다.
DB 마케팅은 기업의 규모에 관계없이 어떤 기업에서도 활용될 수 있다. 이제 컴퓨터기술과 통신기술의 발달로 인하여 수백만 명의 고객도 저렴한 비용으로 관리할 수 있다. 컴퓨터기술의 발전은 대량의 고객정보의 축적과 축적된 정보에 대한 분석을 가능하게 하여, 마케팅관리자들로 하여금 개별고객의 욕구를 파악하고 상품화할 수 있는 능력을 갖게 해주었다. 그리고 전화, TV, 인터넷 등과 관련된 통신기술의 발전으로 소비자와 기업간의 직접적인 커뮤니케이션이 보다 저렴하게 실현되고 있다.
기업은 컴퓨터 하드웨어, 데이터베이스 소프트웨어, 자료분석 프로그램, 커뮤니케이션 연결 및 기술요원 등에 투자해야 한다. 데이터베이스 시스템은 제품 및 상표관리, 신제품 개발, 광고 및 촉진, 직접우편, 텔레마케팅, 현장판매, 주문처리 완료 및 고객 서비스 등의 분야의 구성원을 포함하여 여러 마케팅 집단에 유용하고도 친숙하게 사용될 수 있어야 한다.

## 고객 데이터베이스
오늘날 소비자의 기호가 점점 까다로워지고, 경쟁이 격화됨에 따라, 전체시장을 점차 작은 단위로 세분화하고 그 중 특정시장에 주력하는 기업이 증가하고 있다. 이러한 접근방법은 좁게 정의된 세분시장내 고객들에 대해서 더 잘 이해하려고 노력하는 것이다. 그러나 이것은 특정 세분시장내 개인고객들에 대해서는 초점을 맞추는 것은 아니다.
그러나 개별 고객들의 상이한 욕구와 특성에 맞추기 위해 점차 마케팅은 대량 마케팅에서 일 대 일 마케팅(직접 마케팅)으로 변화되고 있다. 즉 개별고객들을 알고 있는 기업들은 고객에 대한 소를 극대화하기 위해 당사의 제품, 제시물, 메시지, 선적방법 및 지급방법을 고객별화하고 있다. 그리고 기업들은 개별고객과 예상잠재고객들에 대한 이름, 주소 및 기타 관련된 정보를 획득하기 위해 매우 강력한 수단을 가지고 있는데, 그것이 고객 데이터베이스이다.
고객 데이터베이스란 선도 유발, 선도 자격화, 제품이나 서비스의 판매 또는 고객 관련성의 유지와 같은 마케팅 목표를 달성하기 위해 현재 접근할 수 있으며, 또한 조치를 취할 수 있는 개별고객, 예상잠재고객에 대한 광범위한 자료를 조직적으로 수집하는 것이다.
고객 데이터베이스에는 개인의 인구통계적 자료(연령, 소득, 가족수, 교육수준, 생일), 심리묘사적 특성(라이프스타일 특성), 매체이용 특성(구독신문, 잡지) 및 과거의 구매내용(구매일자, 빈도, 구매량) 및 기타 관련되는 정보 등으로서, 고객의 특성을 파악하는데 유용한 정보를 담고 있어야 한다.